# Скривен (округ)
Скри́вен (англ. Screven County) — округ штата Джорджия, США. Население округа на 2000 год составляло 15 374 человек. Административный центр округа — город Силвейния.

## История
Округ Скривен основан в 1793 году.

## География
Округ занимает площадь 1678.3 км2.

## Демография
Согласно Бюро переписи населения США, в округе Скривен в 2000 году проживало 15 374 человек. Плотность населения составляла 9.2 человек на квадратный километр.